# Table des caractères Unicode/U2700
Cette page contient des caractères spéciaux ou non latins. S’ils s’affichent mal (▯, ?, etc.), consultez la page d’aide Unicode.
Table des caractères Unicode U+2700 à U+27BF.

## Casseau
Jeu de symboles iconographiques : divers (ciseaux, combiné téléphonique, lecteur de bande, avion, courrier, mains, crayons et plumes, coches), croix et symboles religieux, étoiles, astérisques et flocons, puces ombrées rondes, carrées ou losanges, pavés rectangulaires. Signes ornementaux de ponctuation, parenthèses ornementales. Symboles de chiffres de 1 à 10 entourés (grands sans sérifs sur disque noir, sans sérifs cerclés ou sur disque noir). Variantes ornementales de flèches. Voir aussi Alphanumériques cerclés pour la suite des vignettes de nombres.

### Table des caractères
| en fr  | 0  | 1 | 2 | 3  | 4  | 5  | 6  | 7  | 8  | 9 | A  | B  | C  | D | E  | F  |
| U+2700 | ✀  | ✁ | ✂ | ✃  | ✄  | ✅ | ✆  | ✇  | ✈  | ✉ | ✊ | ✋ | ✌  | ✍ | ✎  | ✏  |
| U+2710 | ✐  | ✑ | ✒ | ✓  | ✔  | ✕  | ✖  | ✗  | ✘  | ✙ | ✚  | ✛  | ✜  | ✝ | ✞  | ✟  |
| U+2720 | ✠  | ✡ | ✢ | ✣  | ✤  | ✥  | ✦  | ✧  | ✨ | ✩ | ✪  | ✫  | ✬  | ✭ | ✮  | ✯  |
| U+2730 | ✰  | ✱ | ✲ | ✳  | ✴  | ✵  | ✶  | ✷  | ✸  | ✹ | ✺  | ✻  | ✼  | ✽ | ✾  | ✿  |
| U+2740 | ❀  | ❁ | ❂ | ❃  | ❄  | ❅  | ❆  | ❇  | ❈  | ❉ | ❊  | ❋  | ❌ | ❍ | ❎ | ❏  |
| U+2750 | ❐  | ❑ | ❒ | ❓ | ❔ | ❕ | ❖  | ❗ | ❘  | ❙ | ❚  | ❛  | ❜  | ❝ | ❞  | ❟  |
| U+2760 | ❠  | ❡ | ❢ | ❣  | ❤  | ❥  | ❦  | ❧  | ❨  | ❩ | ❪  | ❫  | ❬  | ❭ | ❮  | ❯  |
| U+2770 | ❰  | ❱ | ❲ | ❳  | ❴  | ❵  | ❶  | ❷  | ❸  | ❹ | ❺  | ❻  | ❼  | ❽ | ❾  | ❿  |
| U+2780 | ➀  | ➁ | ➂ | ➃  | ➄  | ➅  | ➆  | ➇  | ➈  | ➉ | ➊  | ➋  | ➌  | ➍ | ➎  | ➏  |
| U+2790 | ➐  | ➑ | ➒ | ➓  | ➔  | ➕ | ➖ | ➗ | ➘  | ➙ | ➚  | ➛  | ➜  | ➝ | ➞  | ➟  |
| U+27A0 | ➠  | ➡ | ➢ | ➣  | ➤  | ➥  | ➦  | ➧  | ➨  | ➩ | ➪  | ➫  | ➬  | ➭ | ➮  | ➯  |
| U+27B0 | ➰ | ➱ | ➲ | ➳  | ➴  | ➵  | ➶  | ➷  | ➸  | ➹ | ➺  | ➻  | ➼  | ➽ | ➾  | ➿ |
| ------ | -- | - | - | -- | -- | -- | -- | -- | -- | - | -- | -- | -- | - | -- | -- |

#### Couleurs de peau
Le bloc des casseaux possède quatre emoji représentant des gens ou des parties du corps.
Ils peuvent être modifiés en utilisant U+1F3FB–U+1F3FF pour obtenir une gamme de couleurs de peau utilisant la classification de Fitzpatrick :
| U+       | 270A | 270B | 270C | 270D |
| emoji    | ✊   | ✋   | ✌️   | ✍️   |
| FITZ-1-2 | ✊🏻   | ✋🏻   | ✌️🏻   | ✍️🏻   |
| FITZ-3   | ✊🏼   | ✋🏼   | ✌️🏼   | ✍️🏼   |
| FITZ-4   | ✊🏽   | ✋🏽   | ✌️🏽   | ✍️🏽   |
| FITZ-5   | ✊🏾   | ✋🏾   | ✌️🏾   | ✍️🏾   |
| FITZ-6   | ✊🏿   | ✋🏿   | ✌️🏿   | ✍️🏿   |